# Mi ami o no
Mi ami o no è un singolo del rapper italiano Giaime, pubblicato il 5 settembre 2019. Il singolo ha visto la partecipazione di Capo Plaza.

## Tracce
Testi e musiche di Giaime Mula, Luca D'Orso, Andrea Moroni.
1. Mi ami o no (feat. Capo Plaza) – 2:25

## Classifiche
| Classifica (2019) | Posizione massima |
| ----------------- | ----------------- |
| Italia            | 14                |